# Gehegemühle

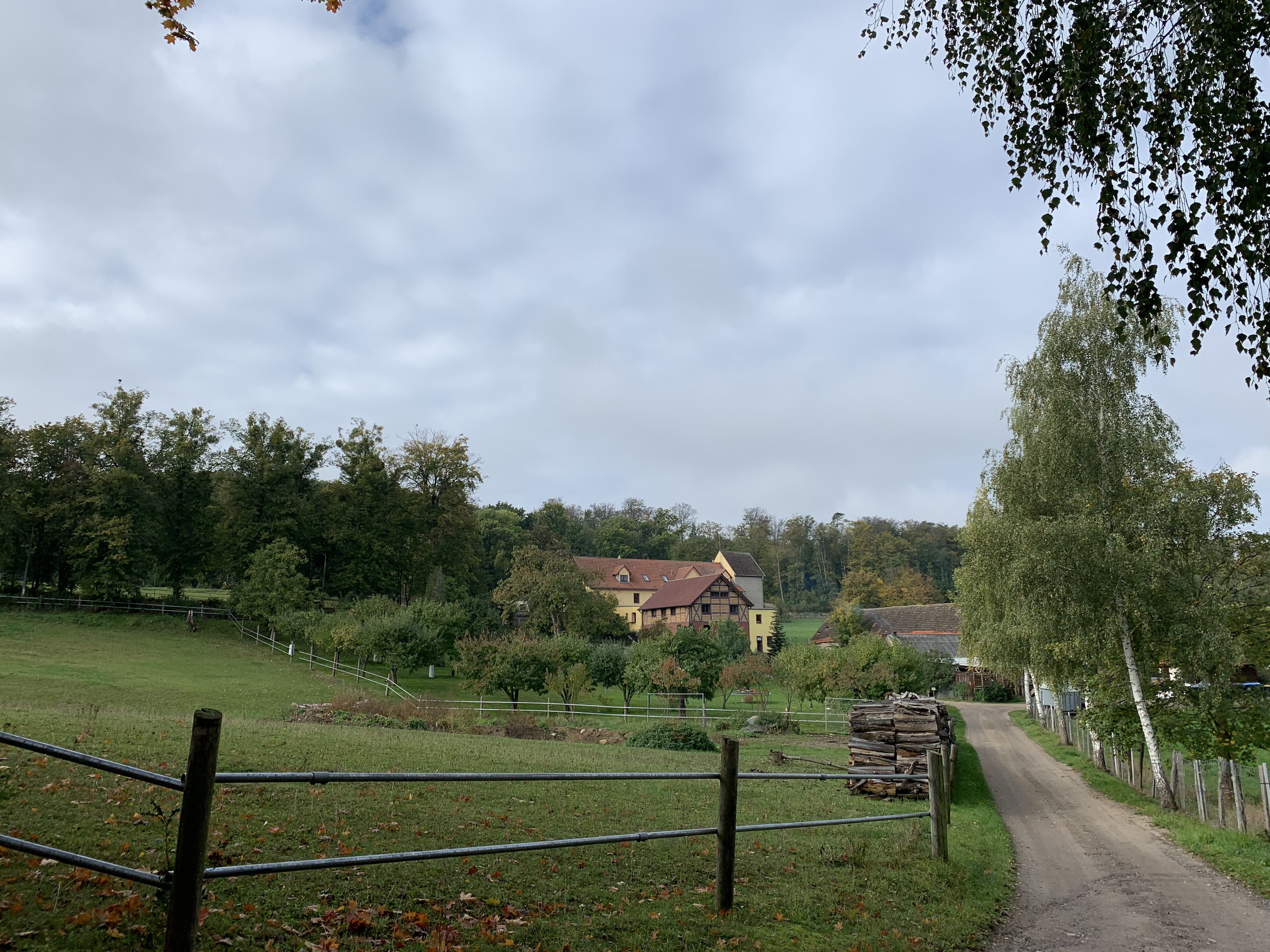
Gehegemühle

Die Gehegemühle ist ein Wohnplatz der Stadt Angermünde im Landkreis Uckermark im Land Brandenburg.
Der Wohnplatz liegt westlich des Stadtzentrums an der Kreisstraße 7346, die auf der Gemarkung als gleichnamige Straße Gehegemühle aus der Stadt herausführt. Dort befindet sich auch die einzige Bushaltestelle, die über die Linie 452 eine Verbindung nach Angermünde und Grumsin herstellt. Nördlich liegt der Wolletzsee, westlich der Grumsiner Forst/Redernswalde, Teil der UNESCO-Welterbestätte Alte Buchenwälder und Buchenurwälder der Karpaten und anderer Regionen Europas. Im Süden befindet sich der Angermünder Ortsteil Zuchenberg. Von Südosten kommend fließt der Gehegemühlgraben in nördlicher Richtung durch den Ort, der landwirtschaftliche Flächen entwässert und in den Wolletzsee mündet.